# شهرستان بلنه
شهرستان بلنه (به بلغاری: Belene Municipality) یک شهرستان در بلغارستان است که در استان پلون واقع شده‌است. شهرستان بلنه ۲۸۵ کیلومتر مربع مساحت و ۱۰٬۹۰۸ نفر جمعیت دارد.